# Semjon Charisow
Semjon Alexandrowitsch Charisow (* 19. August 1993) ist ein georgischer Eishockeyspieler, der seit 2016 bei Bakurianis Mimino in der georgischen Eishockeyliga und daneben seit 2022 beim ESC Rheine in der Bezirksliga Nordrhein-Westfalen spielt.

## Karriere
Semjon Charisow begann seine Karriere in der Moskauer Studentenliga, wo er für Ledijanje Wolki MAI Moskau auf dem Eis stand. 2016 wechselte er nach Georgien, wo er Bakurianis Mimino in der georgischen Eishockeyliga spielt. Seit 2022 spielt er zusätzlich beim ESC Rheine in der fünftklassigen Bezirksliga Nordrhein-Westfalen.

### International
Sein Debüt für die georgische Nationalmannschaft gab Charisow bei der Weltmeisterschaft der Division III 2018, als er in fünf Spielen drei Tore erzielte und vier Vorlagen gab. Nach dem dort erzielten Aufstieg spielte er bei den Weltmeisterschaften 2019, 2022, 2023 und 2024 in der Division II. Zudem vertrat er seine Farben bei der Olympiaqualifikation für die Winterspiele in Mailand 2026.

## Erfolge und Auszeichnungen
- 2018 Aufstieg in die Division II, Gruppe B, bei der Weltmeisterschaft der Division III
- 2022 Aufstieg in die Division II, Gruppe A, bei der Weltmeisterschaft der Division II, Gruppe B